# Antíoc VIII Grip
Antíoc VIII Grip (grec antic: Ἀντίοχος ὁ Γρυπός, 'nas de ganxo'), dit també Epifanes, Cal·linic i  Filomètor, fou un rei selèucida fill de Demetri II Nicàtor i de Cleòpatra Tea, que va regnar del 125 aC al 96 aC.
El 125 aC la regent Cleòpatra Tea va enverinar al seu propi fill Seleuc V Filomètor, que s'oposava a les seves ordres, i va proclamar l'altre fill Antíoc VIII, que era a Atenes, el va fer tornar i la seva mare va continuar tenint el poder. El 123 aC Alexandre II Zabinas, que tenia en realitat el poder de quasi tot Síria, va ser derrotat i va fugir a Antioquia, la capital. Cleòpatra va voler que el seu fill l'obeís, però aquest va seguir el seu criteri. Cleòpatra el va voler enverinar i li va oferir vi, que Antíoc no bevia normalment, i això el va fer sospitar i va obligar la mare a beure la copa, fet que li va provocar la mort.
El 122 aC va entrar a Antioquia i es va casar amb la filla de Ptolemeu VIII Evèrgetes II, la princesa làgida Cleòpatra Trifene.
El 116 aC el seu mig germà i cosí Antíoc IX de Cízic, que havia estat enviat a Cízic per Cleòpatra com a precaució, va tornar a Síria i va esclatar la guerra civil. La dona d'Antíoc IX que es deia també Cleòpatra i era mig germana de Trifene, va ser assassinada de forma dramàtica al temple de Dafne a Antioquia per ordre de sa germanastra, i com a revenja Antíoc IX va fer matar Trifene. Els dos germanastres van acordar el repartiment del país (111 aC), partició que va durar fins que Grif va ser assassinat pel seu ministre Heracleó el 96 aC. El 112 aC Damasc es va erigir en regne sota direcció dels grecs de la regió. Els jueus es van apoderar de Samària el 109 aC i d'Iturea el 104 aC, i el 103 aC van atacar Ptolemaida, que en no rebre ajut de cap dels dos reis va demanar auxili al rei làgida de Xipre Ptolemeu Làtir que no va poder desembarcar per les pressions del rei egipci Ptolemeu X Alexandre I, encara que va ocupar Gaza, Estratonice i Doira els tirans de les quals van acollir a Làtir. L'any següent, en una ofensiva, Làtir va ocupar Ptolemaida però en va ser expulsat pels egipcis.
Antíoc VIII Grif va morir assassinat a Antioquia el 96 aC. El seu rival i germanastre Antíoc IX de Cízic, que dominava Celesíria i Fenícia, havia de ser reconegut com a únic rei, però cinc fills d'Antíoc VIII es van revoltar i van reclamar els seus drets (Seleuc, Antíoc el major, Felip, Demetri i Antíoc el menor) i el gran d'entre ells va ser proclamat rei com a Seleuc VI Epífanes Nicàtor.
Antíoc VIII va deixar diversos fills, dels quals quatre van ser després reis: Seleuc VI Epifanes, Antíoc XI Epífanes Antíoc XII Dionisi, Felip I Filadelf, i Demetri III. Una filla, Laòdice, es va casar amb Mitridates I Cal·linic de Commagena en el marc d'un arrengament propiciat pel pare de Mitridates, Sames II. El fill que va néixer de la unió més tard va ser rei amb el nom d'Antíoc I Teos de Commagena.